# كريست ديل كوت
كريست ديل كوت (بالإنجليزية: Crest dil Cut)‏ هو أحد جبال سلسلة جبال الألب ليبونتيني وجزء من القمة الأم Lüschgrat يقع في كانتون غراوبوندن، سويسرا. يبلغ ارتفاع الجبل حوالي 2016 متر، بينما يبلغ ارتفاع نتوء الجبل 61 متر.